# خط اشتراک دیجیتال

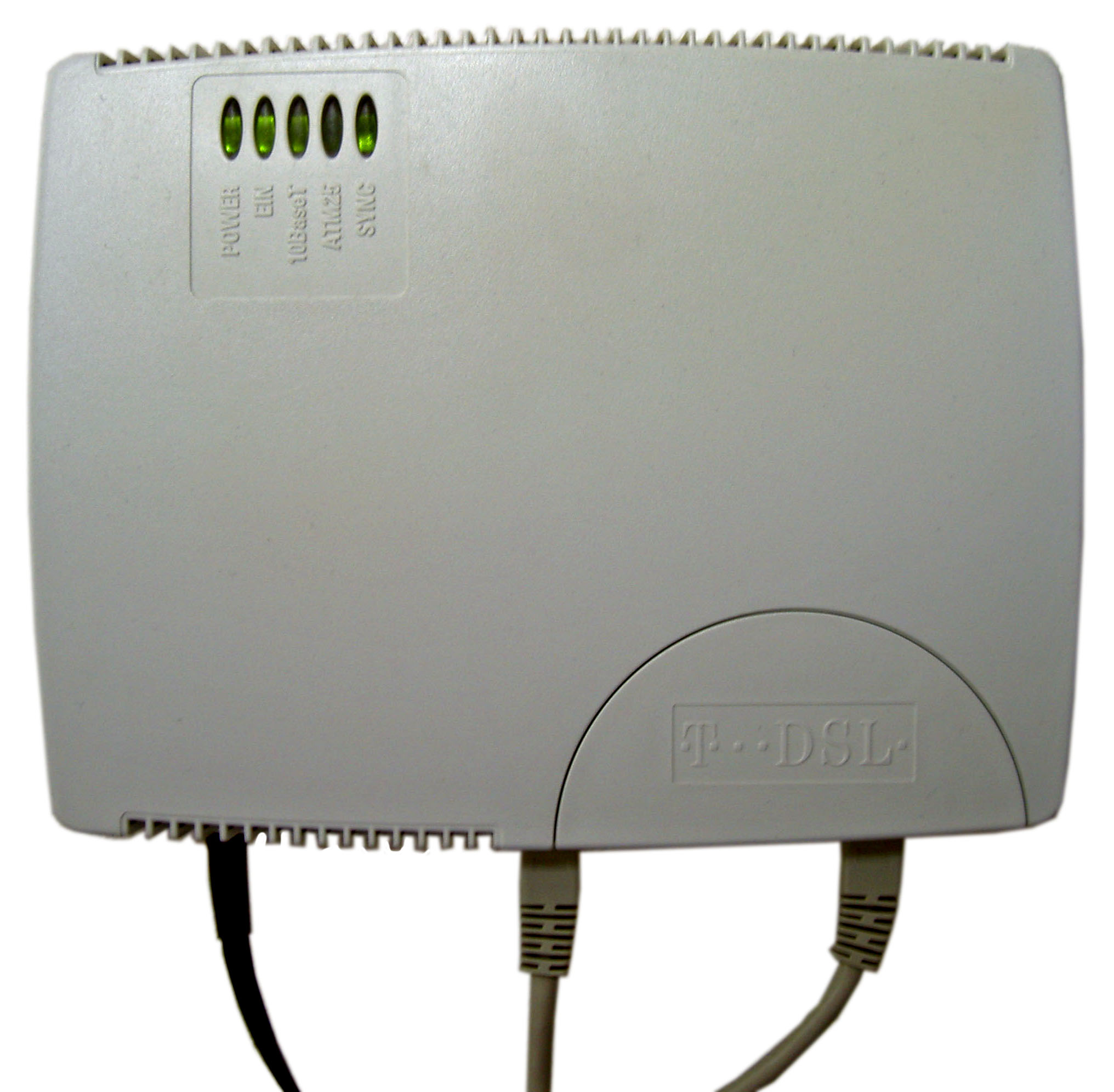
یک مودم دی اس ال

خط مشترک دیجیتال (دی اس ال) یا DSL، فناوری‌ ای است که دیتا (داده ها) را از راه خطوط سیمی یک شبکه تلفنی محلی منتقل می کند. خط اشتراک دیجیتال نامتقارن (ADSL)، متداول‌ترین شیوه استفاده از فناوری DSL است. خدمات DSL از طریق خط تلفن معمولی و به‌طور همزمان با انتقال صدا قابل اجرا است. این امر به این دلیل است که فناوری DSL برای انتقال داده ها از باند فرکانسی بالاتری نسبت به باند فرکانسی صوتی خطوط تلفن استفاده می‌کند در نتیجه تداخلی بین اطلاعات دیجیتال و صوت به وجود نمی‌آید. سرعت انتقال داده‌ها با استفاده از پروتکل DSL به‌طور معمول از ۲۵۶ کیلو بیت بر ثانیه تا 400 مگا بیت بر ثانیه بسته به نوع تکنولوژی DSL، شرایط خطوط تلفن و سطح خدمات سرویس دهنده تغییر می کند. در ADSL سرعت ارسال داده‌ها (Upload) از سرعت دریافت (Download) کمتر است. از این رو ADSL خط اشتراک دیجیتال نامتقارن نامید می شود.